# Clypeodytes loriae
Clypeodytes loriae är en skalbaggsart som först beskrevs av Régimbart 1892.  Clypeodytes loriae ingår i släktet Clypeodytes och familjen dykare.

## Underarter
Arten delas in i följande underarter:
- C. l. loriae
- C. l. sumatrensis